# Roggelid östra
Roggelid östra var före 2015 en av SCB avgränsad och namnsatt småort i Lindome socken i Mölndals kommun i Västra Götalands län. SCB avgränsade denna småort 2005 strax söder om småorten Ranered. Från 2015 räknas området som en del av tätorten Hällesåker.